# Phreatodytes archaeicus
Phreatodytes archaeicus is een keversoort uit de familie diksprietwaterkevers (Noteridae). De wetenschappelijke naam van de soort werd in 1996 gepubliceerd door Uéno.